# Poliedros de Kepler-Poinsot

O grande dodecaedro, um dos quatro poliedros de Kepler-Poinsot

Um poliedro de Kepler-Poinsot é um poliedro regular não convexo. Todas as suas faces são polígonos regulares iguais, e em todos os vértices encontram-se o mesmo número de faces (comparar com sólidos platónicos).

## Tabela
Existem quatro Poliedros de Kepler-Poinsot, os quais estão listados a seguir:
| Poliedro de Kepler-Poinsot   | Imagem | Faces                     | Vértices | Arestas |
| ---------------------------- | ------ | ------------------------- | -------- | ------- |
| Pequeno dodecaedro estrelado |        | 12 pentagramas regulares  | 12       | 30      |
| Grande dodecaedro estrelado  |        | 12 pentagramas regulares  | 20       | 30      |
| Grande dodecaedro            |        | 12 pentágonos regulares   | 12       | 30      |
| Icosaedro estrelado          |        | 20 triângulos equiláteros | 12       | 30      |

## História
Johannes Kepler, em 1619, descobriu dois poliedros que são simultaneamente regulares e não convexos - o pequeno dodecaedro estrelado e o grande dodecaedro estrelado.
Dois séculos mais tarde provar-se-ia que existem apenas nove poliedros regulares: os cinco sólidos platónicos e quatro poliedros regulares não convexos - os poliedros de Kepler-Poinsot.